# 東海東京フィナンシャル・ホールディングス
東海東京フィナンシャル・ホールディングス株式会社（とうかいとうきょうフィナンシャルホールディングス）は、証券持株会社である。
五大証券とも呼ばれる野村證券、大和証券、SMBC日興証券、みずほ証券、三菱UFJモルガン・スタンレー証券の総合証券会社大手5社と並び、日本六大証券の一角を占めることを目指し、｢Greatest6｣というスローガンを掲げている。
コーポレートスローガンは「あなたのプレミアハウスへ」。イメージキャラクターは竹下景子を起用。

## 概要
2000年10月、東京証券（元々は日興證券系）と東海丸万証券（旧東海銀行傘下）が合併して発足した。かつては東海銀行（その後UFJ銀行、現三菱UFJ銀行）が筆頭株主（議決権の12.6%強）であったが、UFJホールディングス発足後は系列証券会社が弱かった旧三和銀行が証券業務で主導権を握るべくグループ証券会社統合に組み入れなかったことから、2003年11月に、自己株式の買取を行ったため、同銀行との資本関係は大幅に希薄となっている（議決権の4%強）。
その後、セントラルファイナンス（現・三井住友カード）と同様に、中部地区に強い人脈を持ってグループからの独立志向を一層強め、2004年5月に、三井住友海上火災保険との資本提携および業務提携がなされ、同社が東海東京証券の大株主（議決権の10%弱）となった。
しかし、経営陣の大半が旧東海銀行の出身者からの転籍者が多く、名古屋を中心とする中部地区に強い地盤を持つ他にも、同じ旧東海銀行系の旧中央信託銀行時代から中央三井信託銀行とも証券代行業務および相続関連業務（遺言信託、遺産整理業務）に関する代理店契約を締結している。
自社のホームページ内に女性向け投資情報サイト「乙女のお財布」を設けており、女性投資家の応援にも力を入れている。ダイバーシティ経営を重視しており、経済産業省による平成28年度の「新・ダイバーシティ経営企業100選」に選定されたほか、東京都・愛知県・名古屋市が選定する女性活躍推進に積極的な企業として選定されている。
2009年4月1日に、会社分割（吸収分割）により、持株会社体制に移行。（旧）東海東京証券株式会社が、金融証券取引業等を分割し、完全子会社の東海東京証券準備株式会社に承継させる。同時に、（旧）東海東京証券株式会社が東海東京フィナンシャル・ホールディングス株式会社に、東海東京証券準備株式会社が（新）東海東京証券に商号変更した。
2010年1月4日には、トヨタファイナンシャルサービス証券株式会社をトヨタファイナンシャルサービスから買収（4月5日に東海東京証券に吸収合併）。5月6日には、東海東京証券福岡支店における証券業について会社分割を実施し、西日本シティTT証券株式会社に承継させて、西日本シティ銀行との合弁会社とした。

## 沿革

### 旧・東海東京証券
- 1908年 - 武田安商店（丸万証券の前身）を設立。
- 1929年 - 高山商店（東京証券の前身）を設立。
- 1944年 - 東海商事（東海証券の前身）を設立。武田安商店が、丸万証券に組織変更。
- 1947年 - 高山商店が、六鹿証券に商号変更。
- 1948年 - 東海商事が、東海証券に商号変更。
- 1961年 - 六鹿証券が、小山証券を吸収合併。
- 1964年 - 六鹿証券が、六鹿商店を吸収合併。
- 1969年 - 六鹿証券が、東京証券に商号変更。
- 1981年 - 東京証券が、遠山證券・日興證券投資信託販売の2社を吸収合併。
- 1984年 - 東京証券が、扶桑証券を吸収合併。
- 1987年 - 東京証券が、東京証券取引所第2部・大阪証券取引所第2部に上場。
- 1988年 - 丸万証券が、東京証券取引所第2部・大阪証券取引所第2部に上場。
- 1989年 - 東京証券が、東京証券取引所第1部・大阪証券取引所第1部に指定換え。
- 1990年 - 東京証券が、名古屋証券取引所第1部に上場。丸万証券が、東京証券取引所第1部・大阪証券取引所第1部に指定換え。
- 1996年 - 丸万証券が、東海証券を吸収合併し、東海丸万証券株式会社に商号変更。
- 1997年 - 東海丸万証券が、三洋証券の事業を承継。
- 1998年 - 東海丸万証券が、山一證券の事業を承継。
- 1999年 - 東海丸万証券が、内外証券を吸収合併。
- 2000年 - 東京証券が、東海丸万証券を吸収合併し、東海東京証券株式会社に商号変更。
- 2007年　‐ 一任勘定取引であるSMA（ラップ口座）の取り扱いを開始。
- 2008年 - 東海東京証券が、子会社・東海東京証券分割準備株式会社を設立。
- 2009年 - 東海東京証券が、会社分割により金融商品取引業を東海東京証券分割準備株式会社に吸収させ、東海東京フィナンシャル・ホールディングス株式会社（東海東京FH）に商号変更。東海東京証券分割準備が、（新）東海東京証券株式会社に商号変更。

### 現・東海東京フィナンシャル・ホールディングス
- 2008年10月 - 東海東京証券株式会社の子会社として、東海東京証券分割準備株式会社を設立。
- 2009年4月 - 東海東京証券の会社分割により、金融商品取引業を承継し、東海東京証券分割準備株式会社から（新）東海東京証券株式会社に商号変更。
- 2010年
  - 1月 - トヨタファイナンシャルサービス株式会社が、トヨタファイナンシャルサービス証券株式会社の全株式を東海東京フィナンシャル・ホールディングスに48億円で譲渡。
  - 4月1日 - 東海東京証券株式会社の本店所在地（営業統括・人事部門などを含む）を、名古屋市の名古屋本社（ミッドランドスクエア）内へ移転。
  - 4月5日 - トヨタファイナンシャルサービス証券株式会社を東海東京証券に吸収合併。
  - 5月6日 - 東海東京証券福岡支店における証券業について会社分割を実施し、西日本シティTT証券株式会社が承継。
- 2012年9月 - 東海東京証券横浜支店を会社分割の方法により浜銀TT証券株式会社に分割。
- 2013年9月 - 東海東京証券神戸支店を会社分割の方法により池田泉州TT証券株式会社に分割。
- 2016年9月 - エース証券の株式29.2%を取得し、持分法適用会社化。
- 2017年
  - 1月4日 - ほくほくフィナンシャルグループとの共同出資によるほくほくTT証券株式会社が営業開始。東海東京証券富山支店・金沢支店・札幌支店について会社分割を実施し、同社が承継。
  - 3月15日 - 保険ショップ「保険テラス」を運営する株式会社ETERNALを子会社化[2]。
  - 4月3日 - 子会社であった宇都宮証券を栃木銀行との合弁会社化。宇都宮証券は栃木銀行の子会社となる。
  - 4月11日 - 高木証券に対するTOBを実施し、子会社化[3][4]。
  - 9月 - M&Aアドバイザリー会社のピナクル株式会社を子会社化[5]。
- 2018年
  - 3月23日 - 十六銀行と資本提携を視野に入れた包括提携で基本合意した。共同出資の証券子会社で、住宅ローンや保険、事業承継などの一括提供等を目指していると報じられた[6]。
- 2021年
  - 4月 - エース証券および丸八証券を連結子会社化[7]。
  - 5月11日 - フィデアホールディングスと金融商品仲介業務提携について基本合意[8]。
- 2023年12月29日 - 東海東京アセットマネジメント株式会社の全株式を持分法適用関連会社である株式会社お金のデザインに現物出資[9]。
- 2024年
  - 3月1日 - 子会社の株式会社東海東京調査センターを存続会社とし、同じく子会社の東海東京アカデミー株式会社を吸収合併。同時に株式会社東海東京インテリジェンス・ラボに商号を変更[10]。
  - 3月29日 - 保有するピナクル株式会社の株式全部を山田コンサルティンググループ株式会社に譲渡[11]。

## 他社との提携
中国、インドADR、韓国などの株式を取り扱う。2002年には、中国最大手の証券会社である国泰君安証券と業務提携して、中国株の取扱いを始めた。また、2007年1月29日から韓国最大手の証券会社である大宇証券を通じて韓国市場への韓国株の現地委託取引を開始した。
地方銀行グループとも提携を進め、2007年7月、山口フィナンシャルグループと提携してワイエム証券を設立、下関と広島の2支店を譲渡した。地方銀行と証券会社の共同出資による日本初の証券会社である。
さらに横浜銀行、西日本シティ銀行、池田泉州ホールディングスならびにほくほくフィナンシャルグループと合弁証券を設立している。

## グループ会社

### 連結子会社
- 東海東京証券
- CHEER証券
- 丸八証券
- 東海東京インテリジェンス・ラボ
- 東海東京インベストメント
- 東海東京ウェルス・コンサルティング
- 東海東京サービス
- 東海東京ビジネスサービス
- TTデジタル・プラットフォーム
- ETERNAL
- メビウス
- マフォロバ
- 東海東京証券香港
- 東海東京証券ヨーロッパ
- 東海東京証券アメリカ
- 東海東京シンガポール
- 東海東京グローバル・インベストメンツ
- TTI中部ベンチャー1号投資事業有限責任組合
- バリューアップ投資事業有限責任組合
- TTAMレジデンス合同会社

### 持分法適用関連会社
- ワイエム証券
- 浜銀TT証券
- 西日本シティTT証券
- 池田泉州TT証券
- ほくほくTT証券
- とちぎんTT証券
- 十六TT証券
- お金のデザイン
- 東海東京アセットマネジメント
- オールニッポン・アセットマネジメント
- フィリップ東海東京インベストメント・マネジメント